# شیخ عبدالکریم سودایی دستگردی
شیخ عبدالکریم سودائی دستگردی مشهور به سودائی انواری و ملقب به ادیب الشریعه(۱۲۴۳–۱۳۱۱ ه.خ) فرزند ملا عبدالرزاق بن اسماعیل بن ملا مختار ادیب، شاعر و عالم دینی ایرانی است.
وی در زمره روحانیان و صاحبان محراب و منبر بود که در اصفهان به راهنمائی مردم اشتغال داشت. از او آثار زیادی بر جا مانده است که از مهم‌ترین آن‌ها می‌توان به گلزار سودائی و انوار سهیلی نام برد

## زندگی‌نامه
عبدالکریم سودائی در سال۱۲۸۱ هجری قمری در دستگرد خیار اصفهان که آن زمان روستائی خوش آب و هوا و در یک فرسخی اصفهان بود، در خانواده‌ای سرشناس و مکتبدار، دیده به جهان گشود. وی در کودکی برای تحصیل به اصفهان مراجعه می‌کند و پس از قریب به ده سال تحصیل در مدارس قدیم اصفهان و شاگردی اساتیدی چون میرزا محمدهاشم چهارسوقی، میرزا محمد باقر چهارسوقی و حاج شیخ محمدرضا کلباسی، در علوم عقلی ونقلی تبحر پیدا می‌کند. در همین زمان توسط اساتید خود به لقب ادیب الشریعه نائل می‌شود. وی پس از آن جلای میهن می‌کند و به عتبات عالیات (آستانه‌های بلند مرتبه)، عربستان، هندوستان و روم(؟) عزیمت می‌کند. وی در سال‌های آخر عمر به میهن بازگشته و در زادگاه خود خانقاهی بر پا کرده و تا پایان عمر گوشه نشینی (کنج عزلت) را برمی‌گزیند و با اجازه‌ای که از استاد خود میرزا محمد باقر چهارسوقی داشت جوابگوی سوالات شرعیه مردم دستگرد می‌شود. وی به شکل نا منظم در مجالس شعر‌خوانی اصفهان شرکت می‌کرده‌است. همچنین وی دارای روحی زود رنج بود که همین باعث می‌شد تحمل انتقاد به آثارش را نداشته باشد. وی در آثار خود مردم را به پرهیز از اخلاق بد و دوری از ریا و خودستائی و روی آوردن به رفتار پسندیده می‌کرد. همچنین در اشعارش خوی منزوی و گوشه نشینش به خوبی آشکار است. از مهم‌ترین و سرشناس‌ترین شاگردان وی می‌توان به وحید دستگردی اشاره نمود.
وی سرانجام در سال۱۳۵۱ هجری قمری برابر با ۱۳۰۷ هجری شمسی در زادگاه خود و در سن ۷۱ سالگی در گذشت.